# Épuration des eaux

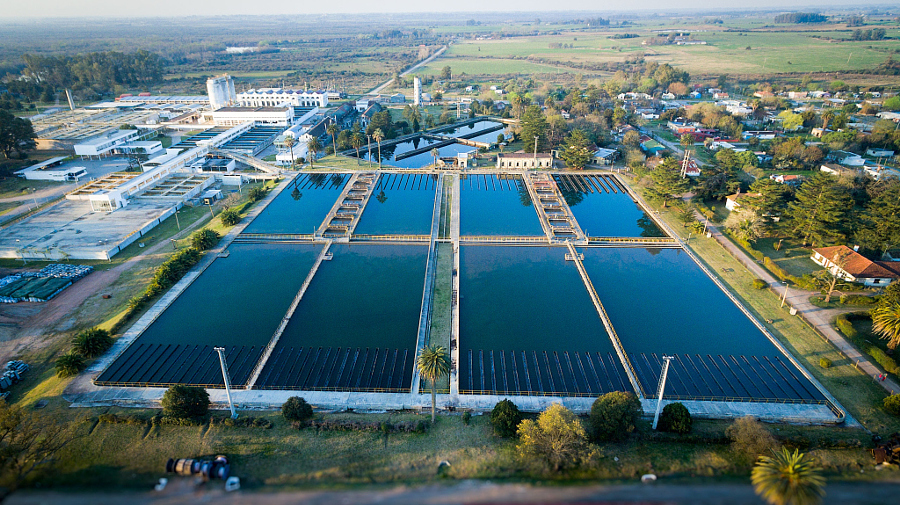
Station d'épuration des eaux à Aguas Corrientes, en Uruguay.

L’épuration des eaux est un ensemble de techniques qui consistent à purifier l'eau soit pour réutiliser ou recycler les eaux usées dans le milieu naturel, soit pour transformer les eaux naturelles en eau potable.

## Histoire de l'épuration «intensive» des eaux
La fin du XIXe siècle marque l'essor des réseaux d'égouttage et d'assainissement en France (courant hygiéniste, rénovation de Paris du baron Haussman). Il s'agit d'éloigner les eaux usées des habitations et des lieux de vie. Très vite se pose le problème du devenir de ces eaux usées. « Les quantités croissantes (déjà 2 000 m3 par jour en 1875) de vidange à stocker ou à épandre se heurtent en banlieue au refus des habitants ». Avec les travaux de Pasteur, les connaissances en microbiologie se développent. Le rôle des microorganismes dans la dégradation de la matière organique est mis en évidence.
« En 1914, deux Anglais, Edward Ardern et William Lockett, mettent au point le premier procédé intensif d'épuration, un système de bassin où les boues issues de la biodégradation des effluents sont aérées ». L'oxygène permet à la fois d'activer le travail des bactéries et de favoriser leur multiplication. Le principe des boues activées est né. Des brevets sont déposés et mis en œuvre aux États-Unis et en Grande-Bretagne. En France, la première station d'épuration est celle d'Achères (aujourd'hui Seine Aval), mise en service en 1940. Il faut cependant attendre 1960 pour que commence l'essor des stations d'épuration à boues activées pour les villes, puis dans les zones rurales. Quant aux procédés physico-chimiques, leur utilisation en France coïncide avec le développement des stations de sport d'hiver au début des années 60. « Les procédés de coagulation par traitement chimique étaient aussi utilisés dans quelques stations balnéaires françaises et en Norvège pour protéger les fjords de l'eutrophisation due notamment aux rejets de phosphore ».
Le traitement des eaux usées conduit aujourd'hui à des produits finaux (boues d'épuration) qui ne peuvent pas être réduits ou éliminés par des changements de processus à la source. L'élimination des boues par épandage agricole peut éventuellement permettre de tirer avantage de leur propriété fertilisante. Les problèmes d'évacuation des eaux usées et des boues ont été exacerbés depuis le XIXe siècle par le détournement des déchets industriels aqueux vers les installations de traitement utilisées pour les eaux usées domestiques, ce qui, bien que permettant un traitement efficace de leurs composants dégradables, augmente la contamination des eaux usées par des matières non biodégradables et/ou toxiques.

## Techniques
Il existe trois techniques principales pour épurer les eaux, s'appliquant tant au traitement des eaux usées qu'à la production d'eau potable :
1. les procédés physico-chimiques, essentiellement réservés à la production d'eau potable ;
2. les procédés biologiques ;
3. les procédés chimiques, qui se basent sur l'oxydation des composés. Ils sont très efficaces mais également onéreux. Les produits les plus utilisés sont l'ozone et des composés chlorés.

Entre 1997 et 2016, de nombreuses avancées en recherche et développement ont été nécessaires pour faire face à la complexité croissante de la pollution, quelle qu’en soit sa source. Les nouveaux engrais mis sur le marché, ainsi que la prise de conscience et l’identification de nouvelles sources de pollutions industrielles ou pharmaceutiques, tels que les résidus de médicaments actifs rejetés par les individus, posent de nouveaux défis technologiques à l’épuration.

### Filières biologiques

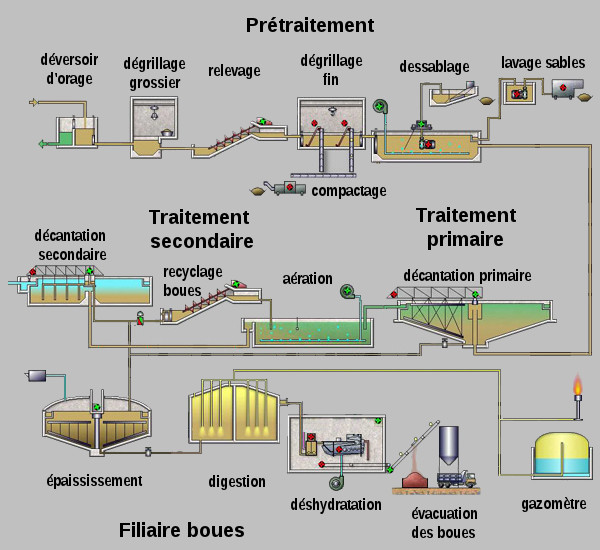
Schéma de principe.

Les procédés biologiques sont utilisés pour le traitement secondaire des eaux résiduaires urbaines et industrielles. Dans leur configuration de base, ils sont essentiellement employés pour l’élimination des composés carbonés présents sous forme soluble tels que sucres, graisses, protéines, pour lesquels les solutions par voie physico-chimique sont souvent peu efficaces, coûteuses ou difficiles à mettre en œuvre. Ceux-ci sont nocifs pour l'environnement puisque leur dégradation implique la consommation de l'oxygène dissous dans l'eau nécessaire à la survie des animaux aquatiques. Le but des traitements biologiques est d’éliminer la pollution organique soluble au moyen de microorganismes, bactéries principalement. Les microorganismes hétérotrophes, qui utilisent la matière organique comme source de carbone et d’énergie, ont une double action :
- la matière organique est en partie éliminée sous forme gazeuse lors de la minéralisation du carbone avec production de CO2 dans les procédés aérobies et de biogaz (CO2 + CH4) dans les procédés anaérobies ;
- une autre partie est transformée en particules solides constituées de microorganismes issus de la multiplication bactérienne. Ces particules peuvent être facilement séparées de la phase liquide par des moyens physicochimiques tels que la décantation par exemple.

Si nécessaire, la transformation des ions ammonium (NH4+) en nitrate (NO3−) ou nitrification peut être réalisée simultanément.
Ces procédés peuvent aussi permettre d’éliminer l’azote et le phosphore par voie biologique moyennant la mise en œuvre d’étapes supplémentaires dans la filière de traitement : mise en place d’un bassin d’anoxie, d’un bassin d’anaérobie.
Les différents procédés utilisés peuvent être classés en fonction des conditions d’aération et de mise en œuvre des micro-organismes. Ainsi, on distingue différents procédés :
- aérobies à cultures libres (boues activées) ou à cultures fixées (lit bactérien) ;
- anaérobies à cultures libres ou à cultures fixées.

La charge en polluants organiques est mesurée communément par la demande biochimique en oxygène sur cinq jours (DBO5) ou la demande chimique en oxygène (DCO).

#### Traitement aérobie

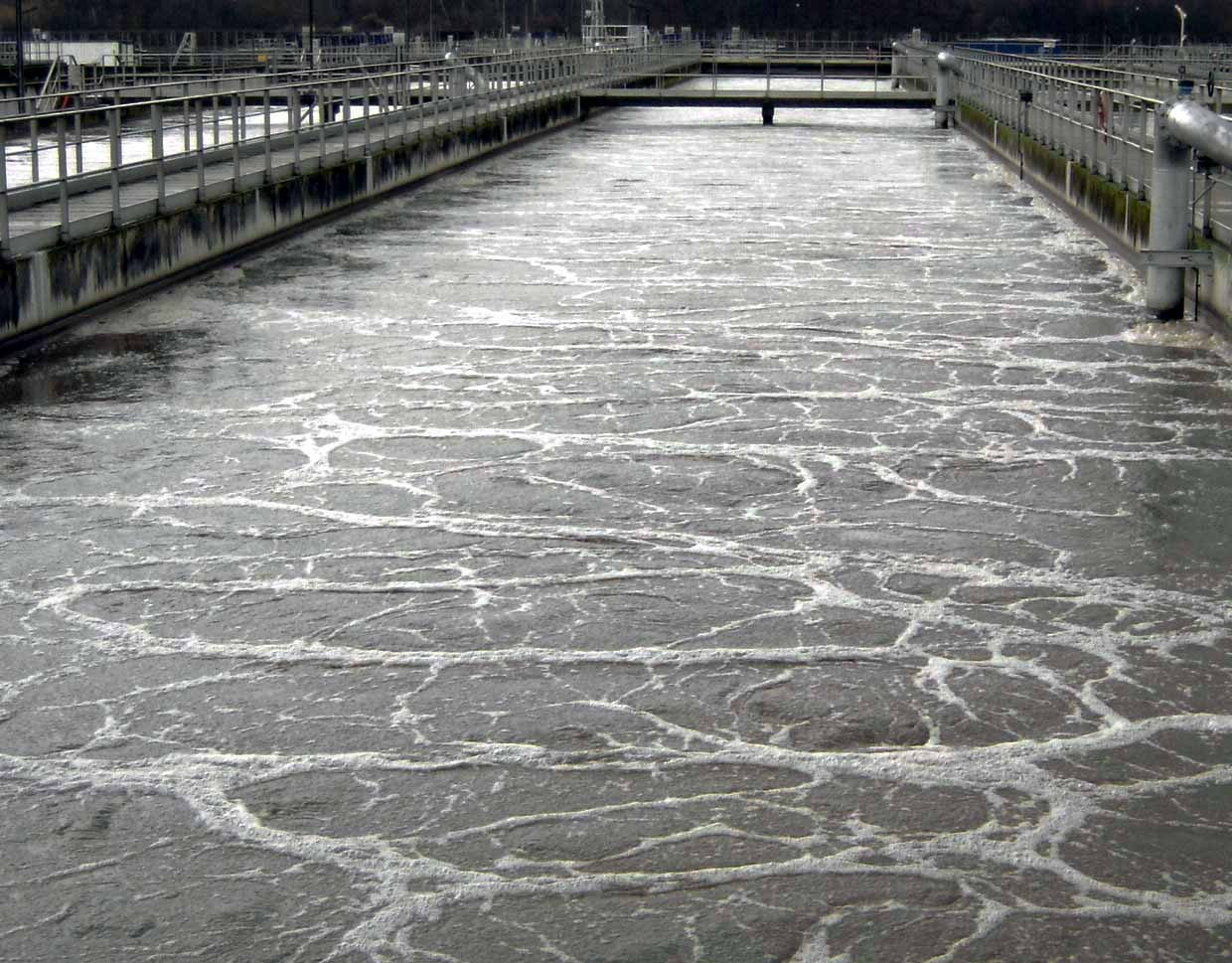
Traitement biologique avec apport artificiel d'oxygène par diffusion de microbulles.

Les filières biologiques aérobies font appel aux micro-organismes présents dans le milieu naturel pour dégrader la pollution. Elles s'inspirent des propriétés d'épuration des sols (filtres plantés de roseaux ou phytoépuration, filtres à sable ou gravier) ou des rivières (lagunage, boues activées). L'apport d'oxygène peut être naturel (le vent ou système de cascade) dans les petites installations de lagunage, ou artificiel (turbine ou diffusion de microbulles) dans les stations d'épuration de type « boues activées ».
Les bactéries peuvent être libres (boue activée, lagunage) ou fixées (lit bactérien, filtres plantés, filtres à sable, biofiltre) ou encore biodisques.

#### Traitement anaérobie
Cette zone permet une auto oxydation. Cela oblige les microorganismes à puiser l’énergie dans leurs réserves pour leur activité et reproduction : c’est ce qu’on appelle la « respiration endogène ». On obtient ainsi la transformation des produits azotés (en azote ammoniacal) et carbonés.

#### Élimination de l'azote
Si les réacteurs biologiques permettent un temps de contact suffisant entre les effluents et les bactéries, il est possible d’atteindre un second degré de traitement : la nitrification. Il s’agit de l’oxydation de l’azote ammoniacal en nitrite, puis en nitrate par des bactéries nitrifiantes. L’ammoniac est toxique pour la faune piscicole et il entraîne une forte consommation d'oxygène dans le milieu récepteur. Les bactéries nitrifiantes sont autotrophes (elles fixent elles-mêmes le carbone nécessaire à leur croissance dans le CO2 dissous dans l'eau). Elles croissent donc beaucoup plus lentement que les hétérotrophes. Une station d'épuration communale doit d’abord éliminer les composés organiques avant de pouvoir nitrifier.
Une troisième étape consiste à dénitrifier les nitrates résultants de la nitrification. Pour cela, plusieurs techniques existent : soit la dénitrification est effectuée dans le bassin d'aération lors de la phase d'arrêt des turbines, soit une partie de l’eau chargée de nitrates de la fin de traitement biologique est pompée et mélangée à l’eau d’entrée, en tête de traitement. La dénitrification se passe alors dans un réacteur anoxique, en présence de composés organiques et de nitrate. Le nitrate est réduit en azote moléculaire (N2) qui s’échappe dans l’air sous forme de bulles, éliminées dans le dégazeur dans le cas de dénitrification dans le bassin d'aération. Les nitrates en excès sont des polluants qui sont à l’origine de l’envahissement d’algues dans certaines mers, en particulier la Mer du Nord.

### Filières physicochimiques
Les filières physicochimiques utilisent des moyens physiques (décantation, flottation, filtres et membranes) et/ou des produits chimiques, notamment des coagulants (chlorure ferrique, sulfate d'aluminium…) et des floculants. On les utilise pour certains effluents industriels (toxiques) ou lorsque l'on doit gérer des variations rapides des flux à traiter (cas des stations d'épuration de communes touristiques, ou lorsqu'avec un réseau unitaire on veut faire face à l'arrivée d'eau de pluie).
Dans l'état actuel des technologies[Quand ?], les membranes de microfiltration, ultrafiltration et nanofiltration sont surtout utilisées pour la potabilisation de l'eau.
Dans les installations complexes devant traiter plusieurs paramètres, on peut rencontrer les deux filières simultanément.
Classiquement une station d'épuration urbaine à boues activées comprend les étapes suivantes :
- prétraitement : dégrillage, dessablage, déshuilage ;
- traitement primaire : simple décantation avec récupération des boues et écrémage des flottants ;
- traitement secondaire : aération et brassage, décantation secondaire (dite aussi clarification). À partir de ce dernier élément, l'eau clarifiée est rejetée (sauf traitement tertiaire) et les boues décantées sont renvoyées en plus grande partie vers le bassin d'aération, la partie excédentaire étant dirigée vers un circuit ou un stockage spécifique ;
- éventuellement traitement tertiaire de coagulation-floculation ou de désinfection par le chlore ou l'ozone (pour éliminer les germes pathogènes).

Le traitement secondaire peut comporter des phases d'anoxie (ou une partie séparée en anoxie) qui permet de dégrader les nitrates.
Ces étapes se divisent en trois menus qui sont :
- le prétraitement ;
- le biologique (traitement primaire + traitement secondaire) ;
- le traitement des boues.

Les filières de traitement de l'eau peuvent comporter une étape finale, dite « traitement tertiaire », incluant un ou plusieurs des processus suivants :
- désinfection par le chlore ou l'ozone (pour éliminer les germes pathogènes) ;
- les métaux en solution dans l'eau peuvent être neutralisés : en faisant varier le pH de l'eau dans certaines plages, on obtient une décantation de ces polluants.

Mais chaque étape génère des sous-produits qu'il faut également éliminer : déchets grossiers, sables et surtout les boues constituées, entre autres, de bactéries mortes.
En parallèle du circuit de traitement de l'eau, les usines de dépollution comportent également une chaîne de traitement des boues. Le but du traitement des boues est de stabiliser ces boues (les rendre inertes) par un moyen qui peut être physicochimique avec par exemple de la chaux, ou biologique en laissant séjourner la boue dans des digesteurs (réacteur chauffé et brassé pour permettre une digestion anaérobie).
Le traitement comprend ensuite des ouvrages de décantation (on parle alors d'épaississement), de stockage et de déshydratation (presse, filtre-presse, centrifugeuse), voire de séchage, la valorisation en biogaz, ou même d'incinération. Les métaux en solution dans l'eau peuvent être neutralisés : en faisant varier le pH de l'eau dans certaines plages, on obtient une décantation de ces polluants.
La digestion des boues produit du méthane (CH4), qui, lorsqu'il est produit en assez grande quantité, est utilisé comme énergie : production électrique, chaudière ou injection dans le réseau de gaz naturel, et de l'hydrogène sulfuré (H2S), qui peut provoquer des asphyxies en milieu confiné.
Lorsque les boues d'épuration sont exemptes de tout produit toxique, on peut les recycler comme engrais en agriculture moyennant un conditionnement propre à faciliter leur manutention et leur entreposage sur site (traitement à la chaux). Lorsqu'elles sont polluées, il est nécessaire de les mettre en décharge. Une solution élégante pour les collectivités locales est de les composter avec les résidus verts ou de réaliser une méthanisation pour produire du biogaz. Selon les pays, les filières d'élimination peuvent varier. En Suisse par exemple, la mise en décharge de boues est interdite et la valorisation agricole a pris fin le 1er octobre 2008 (avec prolongation de deux ans dans certains cas) en raison des risques pour la santé et les sols et en vertu du principe de précaution. La seule filière autorisée est l'élimination thermique (usines d'incinération des ordures ménagères, cimenteries).
Enfin, un troisième circuit (facultatif) assure le traitement de l'air pollué. Il peut être lui aussi biologique ou chimique.

## Assainissement collectif et non collectif

### Notion règlementaire (France)
Distinction établie par l'article L.2224-8 du code général des collectivités territoriales, concernant l'épuration des eaux usées domestiques.
L'assainissement collectifCelui qui est pris en charge intégralement par la collectivité (la commune, ou l'établissement public de coopération intercommunale — EPCI — auquel elle a délégué cette compétence) : collecte, transport, traitement, rejet dans le milieu naturel des eaux traitées, et élimination des sous-produits.
L'assainissement non collectifCelui qui ne bénéficie pas de cette prise en charge. La commune a néanmoins l'obligation d'en exercer le contrôle (contrôle de conception, d'exécution, de bon fonctionnement, de bon entretien) et peut, si elle le souhaite, en prendre en charge l'entretien. L'article L.2224-10 impose aux communes de définir, sur l'ensemble de leur territoire, les zones qui relèveront de l'assainissement collectif ou non collectif.

### Notion technique
(février 2023).
- Si vous ne connaissez pas le sujet, laissez ce bandeau (vous pouvez alors contacter les auteurs).
- Si vous supprimez le contenu mis en cause (vous pouvez préalablement contacter les auteurs),

argumentez précisément cette suppression dans la page de discussion
(un manque de référence n'est pas un argument ; une recherche réelle de référence doit avoir été effectuée, être formellement documentée).
Les techniques d'assainissement collectif sont décrites ci-avant.
Il n'y a pas de technique d'assainissement non collectif à proprement parler, puisqu'il s'agit d'une notion règlementaire, et non technique[pas clair].
Cependant, pour l'épuration des eaux usées d'une habitation individuelle (quelques habitants), il existe des techniques spécifiques, que l'on qualifiera d'assainissement individuel, ou autonome.
Ces techniques font exclusivement appel à des filières biologiques.
Quatre éléments sont nécessaires à une installation d'assainissement autonome :
1. Collecte : Il s'agit de faire sortir les eaux usées de l'immeuble, pour les guider vers le point où le prétraitement aura lieu. C'est donc l'ensemble des tuyaux d'écoulement depuis chacun des points d'eau de l'immeuble.
2. Prétraitement : L'objectif est de changer la nature des eaux usées pour rendre possible leur épuration par la filière de traitement à l'aval vers laquelle elles vont être ensuite dirigées. Les eaux sont dirigées, en sortie d'immeuble, vers un grand récipient fermé et la plupart du temps enterré, nommé « fosse toutes eaux » ou fosse septique toutes eaux (en comparaison aux anciennes installations qui ne possédaient qu'une fosse septique le plus souvent de 1,5 m3 ne recevant que les eaux vannes : eaux des WC, les autres eaux étaient rejetées directement dans le puisard ou le fossé suivant les régions). Dans cette fosse, les flottants (dont graisses) seront retenus, les particules solides lourdes également (elles tombent au fond), et des processus de fermentation (notamment les bactéries anaérobies) liquéfient les matières solides organiques, et cassent les chaînes macromoléculaires. Un certain abattement de pollution a déjà lieu dans la fosse, par la rétention des flottants et des matières solides. Il peut atteindre 30 %. en amont de la fosse, il est recommandé de poser un bac dégraisseur pour éviter les colmatages des canalisations (longueur importante et pente faible) et les apports importants de graisses dans la fosse, nuisibles au prétraitement. Ce bac qui possède aussi un panier pour récupérer les solides est posé sur le conduit arrivant de la cuisine, il doit être nettoyé régulièrement (« facile » par l'utilisateur).
3. Traitement : En sortie de fosse, les effluents sont dirigés vers un filtre (colonies bactériennes sur support fixé, voir plus haut) qui assure l'épuration. Composé de sable, il doit être aéré en permanence pour permettre la respiration des bactéries aérobies épuratrices. Il ne doit donc pas être trop enterré, et la surface qui le recouvre ne doit être ni compactée, ni imperméabilisée (goudron ou ciment sont proscrits). La répartition des effluents dans le filtre est permise par l'écoulement des eaux dans une série de tuyaux perforés (épandage) qui recouvrent le filtre.
4. Évacuation : Selon la configuration du sol (ex. : couche imperméable), une évacuation des eaux traitées vers le réseau superficiel peut être nécessaire, le plus souvent la réception des eaux après leur traitement dans un lit de sable se fait par un autre réseau de drains situé en dessous (environ 0,80 m) qui collecte et évacue les eaux traitées vers un exutoire (ex: tertre d'infiltration drainé).

## Limites et problèmes
Beaucoup de stations d'épuration, idéalement au niveau intercommunal, ont permis de réels progrès en matière de qualité d'eau. Mais elles ne peuvent généralement traiter correctement les nitrates et les phosphates, ni certains types de virus ou bactéries, et aucune des stations classiques n'est capable de dégrader les nombreux micropolluants (médicaments, cosmétiques, détergents, etc.) présents dans les eaux usées. Pour Roberto Andreozzi, de l'université de « Naples Federico II », « L'attention accordée jusqu'ici par les gouvernements et les scientifiques à l'impact des produits pharmaceutiques sur l'environnement peut être qualifiée de faible ou négligeable » et « dans les effluents analysés, nous avons relevé la présence de 26 agents pharmaceutiques appartenant à six classes thérapeutiques : des antibiotiques, des bêta-bloquants, des antiseptiques, des antiépileptiques, des anti-inflammatoires et des régulateurs de lipides ». Des lagunages tertiaires ou une épuration tertiaire par un taillis courte rotation de saule ont été efficacement testés, mais ne se développent que très lentement (moins de 1 % des stations d'épuration en France). D'autres systèmes de traitements tertiaires peuvent être utilisés comme la désinfection aux UV ou l'ozonation. Certaines stations d'épuration sont obsolètes, ou débordées à certaines époques ou par des flux d'eaux pluviales en cas de crues. Enfin, après le traitement de l'eau se pose le problème du devenir des boues d'épuration (parfois significativement contaminées par des polluants non dégradables, qui, si ces boues sont mal gérées, peuvent plus tard rejoindre les eaux superficielles ou la nappe phréatique). Mieux l'eau est épurée, plus les boues contiennent de toxiques si en amont, les produits non biodégradables n'ont pas été éliminés des filières risquant de polluer l'eau. Les stations d'épuration des communes qui vivent des sports d'hiver ou de stations balnéaires doivent gérer des pics brutaux de fréquentations.
Paradoxalement, certaines stations polluent. Ainsi plus d'un an après que Thames Water (l'entreprise de l'eau britannique) ait en septembre 2007 gravement pollué la rivière Wandle par du chlore à l'occasion du nettoyage d'une de ses stations d'épuration, sans avoir immédiatement alerté les autorités, l'Agence de l'environnement britannique a annoncé que « En 2007, les compagnies de l'eau ont été (au Royaume-Uni) responsables du cinquième des pollutions sérieuses, causées par la mauvaise maintenance, la surexploitation ou l'obsolescence des stations d'épuration ». En aval de Paris, dans les Yvelines, la station d'épuration Seine-Aval d'Achères traite les eaux usées de six millions de Franciliens. Cette station ne respectait pas, en 2007, une directive adoptée en 1991, sur le traitement des eaux résiduaires urbaines. À la suite des travaux « DERU », la station d'Achères — aujourd'hui dénommée Seine-aval — respecte les dispositions de la directive européenne de 1991.
Bien qu'interdit par la loi (notamment la loi littoral de 1986), on trouve exceptionnellement quelques stations d'épuration dans des sites sensibles (site classé, site Natura 2000, zone littorale, etc.) comme Amphitria située au cap Sicié ou la station de Saint-Jean-de-Luz, Ciboure et Urrugne. Amphitria est cependant l'une des usines du bassin méditerranéen à être conformes à la règlementation européenne, tout comme le sont les stations de Nice (Haliotis), Montpellier, La Ciotat, etc.
Dans l'Union européenne, les États membres doivent être conformes aux directives sur l'épuration, sous peine d'amende (ex. : l'Italie en 2025 a dû payer 10 M€, et est soumise à une astreinte semestrielle tant que les stations ne sont pas conformes) ; en 2013, six ans après un 1er avertissement (juillet 2004, pour 140 agglomérations en non-conformité), la Cour de justice de l'Union européenne (CJUE) a confirmé la non-atteinte des objectifs, le non-respect par la France de ses obligations concernant la directive 91/271/CEE traitement des eaux urbaines résiduaires dite « Deru » pour l'agglomération de Basse-Terre et pour les agglomérations d'Ajaccio-Sanguinaires, de Bastia-Nord, de Cayenne-Leblond et de Saint-Denis. En 2024, les systèmes d'assainissement de 610 agglomérations étaient non conformes à la directive européenne révisée sur le traitement des eaux résiduaires urbaines (Deru), au titre de l'année 2022. 
En 2025, une instruction interministérielle (18 juillet) alerte sur la dégradation continue du taux de conformité (avec près de 1 200 agglomérations d'assainissement non conformes, la France s'expose à une nouvelle condamnation par la Cour de justice de l'Union européenne). Les préfets doivent mobiliser la police de l'eau, leur contrôle de légalité, et sanctionner en ciblant d'abord les 78 agglomérations visées par l'arrêt de la CJUE du 4 octobre 2024 (mi 2025, seules 26 installations étaient revenues conformes et 11 autres devraient suivre). Ces collectivités bénéficieront de 50 M€/an supplémentaires via le plan Eau 2023. Enfin, les préfets sont incités à bloquer tout projet d'urbanisation dans les zones où les systèmes d'assainissement sont défaillants.

## Recherche et développement

### Mieux caractériser les boues d'épuration urbaine
Mieux et plus rapidement connaitre la physicochimie des boues, leur BmP et leurs variations saisonnières ou accidentelles de qualité est nécessaire pour une valorisation sans risques des boues (méthanisation, épandage des digestats).
En 2014, un programme de recherche dit Mocopée (« MOdélisation, Contrôle et Optimisation des Procédés d'Épuration des Eaux ») a été lancé avec le SIAAP (producteur de 230 000 tonnes de MS de boues par an), l'IRSTEA et l’Université de Technologie de Compiègne, associant près de 15 équipes scientifiques et industrielles pour mieux caractériser les boues urbaines. On espère par exemple pouvoir évaluer l’activité biologique d'une boue par mesure directe de fluorescence (collaboration ENVOLURE-Siaap)

### Lutte contre les micropolluants
Les traitements classiques des stations d’épuration ne permettent pas de détruire la plupart des micropolluants (résidus de pesticides, de détergents, de médicaments, d’hormones, etc.) présents dans les eaux usées. Or, ces molécules, même à de très faibles doses, sont toxiques pour la vie aquatique. Des traitements complémentaires sont nécessaires pour les éliminer et répondre aux exigences de plus en plus contraignantes de la Directive cadre européenne sur l’eau. Dans le cadre du projet Micropolis-Procédés, une première expertise du traitement des micropolluants par ozonation dans des conditions réelles de fonctionnement d’une station d’épuration a été réalisée de 2014 à 2016. L’étude menée dans la station de Sophia-Antipolis a permis de confirmer la dégradation de toutes les molécules (76 micropolluants organiques et métalliques) en appliquant des doses d’ozone variables selon les classes de micropolluants. Selon les scientifiques d'Irstea, pilote du projet, « la consommation électrique du traitement par ozonation représentait jusqu’à 25% de la consommation électrique globale de la station. Elle est principalement due au fonctionnement du système de production d’air, du générateur d’ozone et du destructeur thermique, dont les consommations pourraient être diminuées ». Débarrasser l'eau de ses ultimes polluants se traduit par une dépense supplémentaire de 10 à 18 centimes d’euros (hors taxes) par m3 d’eau traitée, soit une dizaine d’euros TTC par an (estimation pour une consommation annuelle d’environ 50 m3 par habitant).

### Réduire les consommations d'énergie liées
Une étude a modélisé les consommations énergétiques de 5 grandes filières de traitement des eaux les plus utilisées en France, sur la base de référentiels de consommation énergétique établis par filière, et pour chaque étape du traitement : par poste (traitement de l’eau, traitement des boues, etc.) et par sous-poste (aération des bassins, digestion des boues, etc.). Constat : plus d’énergie est ainsi consommée en France que dans d’autres pays comparables ; ceci serait dû à un effort d'économies d'énergie plus tardif en France dans ce domaine, et à un dimensionnement des stations basé sur la semaine qui apporte le plus d’eaux usées dans l’année (sans bassin-tampon) qui rend la dépense énergétique sous-optimale le reste du temps. Le procédé « boues activées » (privilégié en France ; 80 % des stations d’épuration de plus de 2 000 éq.Hab.) est le moins énergivore mais n’épure pas complètement l’eau. Les bioréacteurs à membranes (en fort développement) produisent une eau plus propre mais sont très énergivores (et ils pourraient être optimisés).
Irstea a mis au point en 2012-2016 un logiciel (dit ACV4E) pour les petites et moyennes collectivités (jusqu’à 10 000 habitants environ). Primé, il sert à évaluer l'impact environnemental de réseaux d'assainissement et/ou de stations d’épuration de collectivités. Il renseigne aussi sur les marges de progrès portant notamment sur l’utilisation d’outils de suivi et d’alerte, les systèmes de régulation et d'optimisation de l'aération (1re source de consommation d’énergie). Irstea a publié des recommandations pour les constructeurs, collectivités et exploitants, pouvant permettre 5 à 20 % d’économies d’énergie selon les stations.
La transition énergétique tendrait à rendre les stations d’épuration plus autonomes en énergie, voire positive en énergie, et également moins émissives en gaz à effet de serre (cf. N2O et CH4) en valorisant mieux les déchets des stations (boues d'épuration notamment, avec production de biogaz pouvant alimenter la station elle-même). Mais malgré des améliorations, on en est loin : l’épuration des eaux usées est encore énergivore et contribue à l’effet de serre.

## Émissions de protoxyde d'azote (gaz à effet de serre)
Le protoxyde d'azote (ou N2O) est un gaz à effet de serre 300 fois plus puissant que le CO2 ; ses émissions par les systèmes d’épuration sont très sous-estimées. Une évaluation du GIEC donnait 3,5 % des émissions anthropiques de N2O vers 2010 mais fortement biaisée car basée sur un facteur d'émission calculé sur une station d’épuration américaine destinée à traiter essentiellement le carbone et non l'azote. Or en France, « les stations d'épuration traitent à la fois le carbone et l’azote », « De plus, même de faibles émissions de N2O peuvent avoir un impact considérable sur l’impact climatique et le bilan carbone des stations, jusqu’à 80 % selon nos résultats ».
Une modélisation selon le facteur d’émission du GIEC donne 0,035 % d'azote pour une station d’épuration parisienne alors que la vraie donnée est 2,5 à 5 %, soit l’équivalent en émissions de 5 % de l’émission de CO2 des transports, 4 milliards de kilomètres parcourus en auto par an, les déplacements annuels de 400 000 personnes ou 1,5 million d'aller-retour en avion Toulouse-Paris par habitant.
Depuis 2012, l'Irstea et l'ONEMA (aujourd'hui AFB) notamment via les projets Mocopee et N2O TRACK (2015-2018) cherchent à mieux quantifier le N2O respectivement émis par les filières boues activées, filtres plantés de roseaux, biofiltres, montrant que certains paramètres de gestion et d’exploitation des stations favorisent ces émissions, qui varient beaucoup en outre selon le procédé utilisé (de 0 à 5 % de la charge d’azote entrante) et – pour un même procédé – en fonction de la période de l’année. Ceci montre que les approches et modélisations basées sur des facteurs d’émission fixes de N2O ne sont pas pertinentes.

## Financements
Selon le principe pollueur-payeur, les stations d'épuration sont souvent financées par des taxes, via les agences de l'eau dans les pays où elles existent. Dans les pays en développement des programmes spéciaux d'incitation existent parfois comme le PRODES au Brésil depuis 2001.

## Rôle futur de l'épuration des eaux
En termes de prospective, et dans une dynamique rifkinienne et dans le cadre de la « Ville durable et intelligente » (incluant la domotique), une tendance apparait qui, à l'instar du Smart Grid qui rend les réseaux d'énergie « intelligents », propose des solutions techniques pour rendre les réseaux de distribution d'eau plus « intelligents » et performants (on parle alors de Smart Water).
Un domaine commun entre ces deux approches pourrait être la récupération des calories des eaux usées dans les égouts ou en amont, ou l'utilisation de réseau d'eau pour le transport de frigories. Le projet européen Powerstep, lancé en juillet 2015 sous égide européenne, coordonne des études visant à rendre les stations d'épuration productrices d'électricité.
Un autre point important conditionnant le futur des stations d'épuration concerne la réutilisation des eaux usées traitées (REUT) pour l'irrigation agricole qui permet d'apporter à la fois de l'eau et des nutriments aux cultures. Dans le monde, la réutilisation maîtrisée des eaux usées concerne environ 5 % des eaux usées traitées (Israël, États-Unis, Australie, Espagne, Tunisie, Pays du Golfe…). En France, la REUT est très contrainte par la législation qui, compte tenu des risques de dispersion ou de dépôt des germes pathogènes sur les cultures, applique le principe de précaution. Les cas d'application sont donc limités à quelques projets (Clermont-Ferrand, Île de Noirmoutier, Golf de Royan, etc.). Depuis 2017, le gouvernement français présente une forte ambition pour la REUT, notamment dans les régions à déficit hydrique récurrent. Ainsi, des appels à projet de l'agence de l'eau Rhône Méditerranée Corse, en cours en 2018, visaient à développer des pratiques optimales de réutilisation, et au-delà à proposer des recommandations de modification de la règlementation.
De 2000 à 2020, les tendances révélées par les statistiques d'émissions de GES et la prospective climatique laisse envisager +4°C en 2100 (scénario pessimiste du GIEC, RCP 8.5),. Des restrictions de consommation d'eau sont attendues en été, ainsi que des pluies parfois torrentielles en hiver, avec de futurs débit hydriques « trop faible » pour permettre les dilutions des eaux grises et brunes dans le réseau d'égout en amont des stations d'épuration et la dilution des eaux épurées dans le milieu naturel en aval, ce qui implique de restructurer les systèmes d'épuration des eaux.